# Godihal, Belgaum
Godihal là một làng thuộc tehsil Belgaum, huyện Belgaum, bang Karnataka, Ấn Độ.